# Baix (veu)
Un baix és el cantant masculí amb la tessitura (resposta en freqüència) més greu: 82/293 Hz. El timbre de la veu és molt fosc.
En òpera i en la música coral un baix és un cantant masculí capaç d'aconseguir el rang més baix o greu de la veu humana, amb un registre des del fa¹ fins al sol3. És la que serveix de suport harmònic de les línies melòdiques cantades per les veus agudes, la qual cosa no obsta perquè intervingui en moltes ocasions com a protagonista.

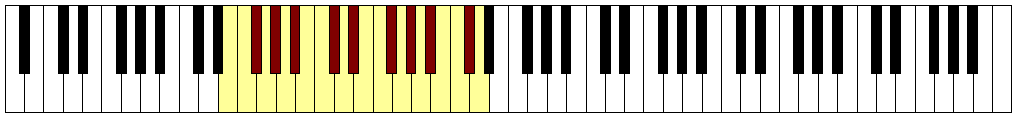
Registre del baix

Abans d'arribar al Classicisme, els compositors escrivien per les veus greus sense separar les de baix pròpiament dit de la de baríton. En el primer Classicisme, la veu més greu va tenir un més ampli desenvolupament, amb tessitures que avui semblarien estratosfèriques, tant per dalt com per baix. En aquests temps es demanava normalment als servidors d'aquest registre un mi¹ o un fa¹, notes que avui són considerades gairebé inabastables per als (pretesos) baixos i que es tenen com a fronteres, com a límits realment abissals. En ple Romanticisme, quan a un baix se li sol·licitava, per exemple, un fa¹, això era considerat gairebé una
heroïcitat. Per exemple, Wagner als seus baixos mai no els demana anar més enllà del sol¹.
En música clàssica, i particularment en òpera, hi ha distincions entre els distints tipus de baix:
- Profund o Noble: és un cantant amb una veu particularment profunda (una gran potència i riquesa en greus), al temps, que manté els aguts ferms. Dos exemples són els alemanys Gottlob Frick (com Sarastro a La flauta màgica de Mozart) i Kurt Moll (com el baró Ochs en El cavaller de la rosa de Richard Strauss).
- Lleuger o Cantante: amb una veu més lírica, potser amb un rang de veu un poc més aguda, de timbre lleuger. El baix cantant disposa d'agilitat en la veu, per a realitzar petites melodies. Un exemple és l'eslovac Sergej Kopcák (com Mefistòfil en Mefistofele d'Arrigo Boito).
- Caractère: Tipus de veu pròxima al baix cantant que no s'usa fora del repertori francès.
- Bufo: terme usat per a identificar a un baix còmic. Un exemple és Ruggero Raimondi (qui també interpreta papers baritonals, com Doctor Bartolo a Il barbiere di Siviglia de Gioacchino Rossini).
- Helden : Veu equivalent a la del baix-baríton.
- Hoher: Tipus de veu profunda i curta (vindria a significar baix alt), molt semblant al baix caractère, que no s'utilitza fora del repertori alemany. La denominació d'aquest tipus de veu ve del mateix Wagner, que va escriure certs papers per a aquest tipus de veu com els seus Wotan, Alberich, Donner o Fasolt en la celebèrrima L'anell del Nibelung. Un exemple de baix hoher seria el baix danès Stephen Milling.

El terme també s'aplica a instruments en el cas que un mateix instrument es construeix en mides diferents que puguin sonar en tessitures diverses amb un timbre homogeni. En aquest cas el baix és l'instrument de tessitura immediatament més greu que el tenor, en uns casos, o que el baríton, en altres. Això es dona sobretot en instruments utilitzats en el Renaixement i en el Barroc com la viola de gamba, la flauta de bec, etc. Actualment s'aplica al saxòfon i al trombó de colissa.